# Устиновка (Ферзиковський район)
Устиновка (рос. Устиновка) — присілок в Ферзиковському районі Калузької області Російської Федерації.
Населення становить 12 осіб. Входить до складу муніципального утворення Присілок Аристово.

## Історія
Від 2004 року входить до складу муніципального утворення Присілок Аристово

## Населення
| 2002 | 2010 | 2011 |
| ---- | ---- | ---- |
| 24   | ↘7   | ↗12  |